# チャーリーズ・エンジェル フルスロットル
『チャーリーズ・エンジェル フルスロットル』（Charlie's Angels: Full Throttle）は、2003年のアメリカ合衆国のアクション映画。監督はマックG、出演はキャメロン・ディアス、ドリュー・バリモア、ルーシー・リューなど。同名テレビシリーズの映画版『チャーリーズ・エンジェル』（2000年）の続編。2004年の第24回ゴールデンラズベリー賞にて最低続編賞を受賞。
テレビドラマ『地上最強の美女たち! チャーリーズ・エンジェル』の映画化作品第2弾。ジョン・ボスレー役のビル・マーレイが降板し、コメディアンのバーニー・マックがジョンの弟のジミー・ボスレー役に起用された他、敵役の元エンジェル、マディソン・リーをデミ・ムーアが演じ、存在感を見せた。また、TVシリーズのケリー・ギャレット役であるジャクリーン・スミスが同じ役柄で出演している。そのほか数多くの俳優や歌手がカメオ出演している。
2019年公開の『チャーリーズ・エンジェル』は本作の続編という位置付けになっており、ディラン役のドリュー・バリモアも引き続き製作に参加している。

## ストーリー
一対の指輪にデータが隠された政府の極秘事項、暗号化された証人保護プログラムを受けた人物たちの名簿「H.A.L.O.」が何者かに奪われる。FBI長官ロジャー・ウィクソンから「H.A.L.O.」奪還の依頼を受けた3人のエンジェルは指輪の1つを持っていた司法省保安局長ベイリーの殺害現場に残された手がかりからビーチへ向かい、そこで犯人と思われる男を発見する。その道中、ナタリーは歴代エンジェルで最も美しく最も強いと呼ばれたマディソン・リーと出会う。彼女は女性雑誌の星占いで犯人の動向を察知する等の逸話を持っており、エンジェルたちの装備発案などに関わっていた。伝説の元エンジェルとの出会いにナタリーは興奮を隠せない。
男の持ち物から次の標的とされるレオと呼ばれる人物がバイクレースに参加すると睨んだエンジェルたちはレースに参加し、標的だった少年レオ、本名マックスを助けることには成功するものの、彼を狙った犯人は「痩せ男」に始末される。殺された犯人の男が持っていた標的の顔写真の中にはディランの写真もあった。ディランは8年前に当時恋人だったアイリッシュ・マフィアのシーマス・オグレイリーの殺人を告発したことで証人保護プログラムを受け、その後FBIの推薦を受けてチャーリーにスカウトされたのである。マックスもかつてオグレイリーに両親を殺されたことを証言をしていたことから、エンジェルたちはマフィアがかつての証言者たちを狙っていると推測する。
犯人を殺した痩せ男が持っていたペンダントと同じものをマックスが施設でシスターから貰っていたことから、痩せ男が施設にいたことがわかり、彼がマックスを守ろうとしていたことや施設の後援者であることが判明する。彼が施設に送った車に付着していた鳥のフンの内容物からエンジェルたちは港へ向かう。酒場で作業車のカギを入手し、石像に入ることで港の厳重な警備をかいくぐって倉庫へ侵入する。そこで指輪を発見するが、そこにはオグレイリーが待ち構えていた。その場は切り抜けたものの、責任を感じたディランは行方をくらませる。
1人放浪するディランはメキシコの酒場で伝説のエンジェル、ケリー・ギャレットに出会う。彼女に諭されたディランは再び事件の捜査に加わる決意を固める。彼女はそこで星占いが載った女性誌を見つける。一方、ナタリーとアレックスは負傷していたはずの司法省連邦保安官局長カーターが指輪を受け取りに来た際に無傷だったことから彼を追跡・盗聴して共犯者の情報を掴み、今までの暗号が星にまつわるものだということから共犯者が星占いに通じたマディソンであることを突き止める。カーターは裏切ったマディソンに始末されてしまうが、追いついたナタリーとアレックス、そしてディランも合流し、絆を取り戻したエンジェルたちはマディソンと対峙する。だが、ディランの背後からの攻撃もやすやすと察知するマディソンの強さは桁違いだった。マディソンはエンジェルたちをまるで子供扱いするかのように軽く蹴散らし、アレックス、ディラン、そしてナタリーもなす術なく、全員が気を失って戦闘不能となり、完敗する。エンジェルたちのオフィスを訪れたマディソンはチャーリーと会話し、そこで彼女がかつて単独行動を重視するあまりチームを危機に陥れ、自身も重傷を負ったとの過去がチャーリーから語られる。チャーリーとの会話を経て彼に宣戦布告したマディソンは取引場所であるギャラクシー劇場へ向かう。意識が戻ったエンジェルたちも行動を開始する。
劇場には新作をお披露目するジェイソン、痩せ男、「H.A.L.O.」を狙うマフィアらが集まっていた。3人のエンジェルは劇場へ先回りし、取引に参加するマフィアたちを逮捕する。再びマディソンと対峙するエンジェルたちだったが、マディソンもオグレイリーたちを待機させており、乱闘の末にディランは痩せ男の協力と犠牲とともにオグレイリーとの決着をつける。その場を脱出するマディソンとのカーチェイスを経てナタリーとマディソンの一騎討ちになり、ナタリーは追い詰められたがディランとアレックスが合流し、3人のエンジェルのチームワークの前にマディソンは倒れる。3人のエンジェルはギャラクシー劇場でのお披露目に集まっていた仲間たちに迎えられ、大団円を迎える。

## 登場人物
ナタリー・クック
演 - キャメロン・ディアス
チャーリーズ・エンジェルの1人。
ディラン・サンダース / ヘレン・ノケツ
演 - ドリュー・バリモア
チャーリーズ・エンジェルの1人。
アレックス・マンディ
演 - ルーシー・リュー
チャーリーズ・エンジェルの1人。
マディソン・リー
演 - デミ・ムーア
歴代エンジェルで最も美しく最も強いと呼ばれた女性。
ジミー・ボスレー
演 - バーニー・マック
チャーリーの部下。テンションが高くチャーリーズ・エンジェルに合わせるノリの良さを持つ。マックスを匿う。
マックス
演 - シャイア・ラブーフ
少年。レオという偽名を使っている。バイクレースに出場している。
ロジャー・ウィクソン
演 - ロバート・フォスター
FBI長官。
ウィリアム・ローズ・ベイリー
演 - ブルース・ウィリス
司法省保安局長。
ピート
演 - ルーク・ウィルソン
ナタリーのボーイフレンド。新居に一緒に住んでいる。
ジェイソン・ギボンズ
演 - マット・ルブランク
アレックスのボーイフレンド。アレックスを後ろから驚かそうとして彼女に投げられるが平然としているというような、2人なりの関係性を持つ。
シーマス・オグレイディ
演 - ジャスティン・セロー
ディランの元ボーイフレンド。アイリッシュマフィア。
痩せ男
演 - クリスピン・グローヴァー
マックスと同じ教会の施設で育った男。
レイ・カーター
演 - ロバート・パトリック
司法省連邦保安官局長。誘拐されていた所をチャーリーズ・エンジェルに救出される。

## キャスト
| 役名                                  | 俳優                                           | 日本語吹替 | 日本語吹替   |
| 役名                                  | 俳優                                           | 劇場公開版 | テレビ朝日版 |
| ------------------------------------- | ---------------------------------------------- | ---------- | ------------ |
| ナタリー・クック                      | キャメロン・ディアス                           | 藤原紀香   | 渡辺美佐     |
| ディラン・サンダース / ヘレン・ノケツ | ドリュー・バリモア                             | 松本梨香   | 石塚理恵     |
| アレックス・マンディ                  | ルーシー・リュー                               | 高山みなみ | 朴璐美       |
| マディソン・リー                      | デミ・ムーア                                   | 藤生聖子   | 高島雅羅     |
| ジミー・ボスレー                      | バーニー・マック                               | 江原正士   | 江原正士     |
| 痩せ男                                | クリスピン・グローヴァー                       | 岩崎ひろし | 青山穣       |
| シーマス・オグレイディ                | ジャスティン・セロー                           | 高木渉     | 佐久田修     |
| レイ・カーター                        | ロバート・パトリック                           | 山路和弘   | 大滝寛       |
| ランディ・エマーズ                    | ロドリゴ・サントロ                             |            |              |
| マックス                              | シャイア・ラブーフ                             | 鈴村健一   | 栗山浩一     |
| ジェイソン・ギボンズ                  | マット・ルブランク                             | 檀臣幸     | 咲野俊介     |
| ピート                                | ルーク・ウィルソン                             | 今井朋彦   | 村治学       |
| アレックスの父親                      | ジョン・クリーズ                               | 富田耕生   | 青野武       |
| チャーリー・タウンゼント              | ジョン・フォーサイス（声）                     | 中村正     | 中村正       |
| ボスレーの母親                        | ジャネット・デュボワ                           | 片岡富枝   | 磯辺万沙子   |
| 本人役                                | カーロイ・ベーラ                               | 村松康雄   | 小島敏彦     |
| ロジャー・ウィクソン                  | ロバート・フォスター                           | 佐々木勝彦 | 長克巳       |
| 警官                                  | アンドリュー・ウィルソン                       | 中多和宏   | 中多和宏     |
| アラン・コーフィールド                | エリック・ボゴシアン                           | 斎藤志郎   | 田原アルノ   |
| レースのスターター                    | P!NK                                           | LiLiCo     |              |
| シスター                              | キャリー・フィッシャー                         | 谷育子     | 定岡小百合   |
| アイルランド人の門衛                  | トミー・フラナガン                             | 吉見一豊   |              |
| ボスレーのいとこ                      | アンソニー・グリフィス                         | 桜井敏治   |              |
| ケリー・ギャレット                    | ジャクリーン・スミス（クレジットなし）         | 上田みゆき | 泉裕子       |
| ウィリアム・ローズ・ベイリー          | ブルース・ウィリス（クレジットなし）           | 岩崎ひろし | 青山穣       |
| 未来のエンジェル                      | メアリー・ケイト・オルセン（クレジットなし）   | 細野雅世   |              |
| 未来のエンジェル                      | アシュレー・オルセン（クレジットなし）         | 細野雅世   |              |
| 機関銃を撃つモンゴル人                | スヴェン＝オーレ・トールセン（クレジットなし） |            |              |
| ジョン・ボスレー                      | ビル・マーレイ（写真）                         |            |              |

- 劇場公開版：DVD・BD収録

その他吹き替え - 石川ひろあき、阪口周平、京井幸、海鋒拓也、田中雄士、渡辺英雄、加藤将之
- テレビ朝日版：初回放送2006年4月2日『日曜洋画劇場』

その他吹き替え - 小林希唯、白熊寛嗣、髙階俊嗣、駒谷昌男、森夏姫、小平有希

## サウンドトラック
ソニー・ミュージックより発売された。1970、80年代のヒット曲が収録されている。
1. 『フィール・グッド・タイム』 - P!NK featuring ウィリアム・オービット
2. 『サタデー・ナイツ・オールライト/土曜の夜は僕の生きがい』 - ニッケルバック featuring キッド・ロック
3. 『レベル・レベル/愛しき反抗』 - デヴィッド・ボウイ
4. 『デンジャー!ハイ・ヴォルテージ』 - ELECTRIC SIX
5. 『リヴィン・オン・ア・プレイヤー』 - ボン・ジョヴィ
6. 『お気に召すまま』 - ジャーニー
7. 『サーファー・ガール』 - ビーチ・ボーイズ
8. 『それ行け!ウィークエンド』 - ラヴァーボーイ
9. 『ガール・ライク・ユー』 - エドウィン・コリンズ
10. 『NAS’エンジェルズ...ザ・フライエスト』 - NAS featuring ファレル
11. 『恋のときめき』 - アンディ・ギブ
12. 『ディス・ウィル・ビー(エヴァーラスティング・ラヴ)』 - ナタリー・コール
13. 『ユー・キャント・タッチ・ディス』 - M.C.ハマー
14. 『ラスト・ダンス』 - ドナ・サマー

## トリビア
- 中盤のモトクロスレースのシーンでモトクロスの名選手のジェレミー・マクグラス、リッキー・カーマイケルが本人役で出演している。また劇中で特に名前を呼ばれることはないがケアリー・ハート（英語版）、クリス・ゴスラー[3]などモトクロスの現役プロ選手も走行シーンに参加している。
- P!NKが歌う劇中歌『フィール・グッド・タイム』のミュージック・ビデオには劇中のシーンがそのまま使用されている[4]。

## 作品の評価
Rotten Tomatoesによれば、批評家の一致した見解は「映画にプロットがあったり、その筋が通っていたりすることを必要としていない人たち向けの目の保養。」であり、186件の評論のうち高評価は42%にあたる78件で、平均点は10点満点中5.13点となっている。
Metacriticによれば、39件の評論のうち、高評価は12件、賛否混在は18件、低評価は9件で、平均点は100点満点中48点となっている。